# إيفال برينر
إيفال برينر (بالألمانية: Ewald Brenner)‏ (26 يونيو 1975 في النمسا - ) هو لاعب كرة قدم نمساوي في مركز الهجوم. لعب مع غراتزر أي كاي ولاسك لينتس ونادي ريد بل سالزبورغ ونادي رييد ونادي لينز.

## وصلات خارجية
- إيفال برينر على موقع قاعدة بيانات كرة القدم.إي يو (الإنجليزية)
- إيفال برينر على موقع Soccerway.com (الإنجليزية)